# PSO J030947.49+271757.31
PSO J030947.49+271757.31 là blazar (lỗ đen siêu khối lượng ở nhân thiên hà hoạt động) xa nhất quan sát được tính đến thời điểm phát hiện.